# غريغ رذرفورد
غريغوري جيمس «غريغ» رذرفورد (بالإنجليزية: Gregory James "Greg" Rutherford) هو متسابق بريطاني في القفز طويل وعداء أيضاً ولد في يوم 17 نوفمبر 1986 في مدينة ميلتون كينز في المملكة المتحدة، أحرز هذا المتسابق عدة إنجازات، منها فوزه بالميدالية الذهبية في دورة الألعاب الأولمبية الصيفية 2012 في لندن، كما أنه فاز في بالميدالية الذهبية بطولة العالم لألعاب القوى 2015 في بكين في الصين، كما أنه فائز في مسابقة الدوري الماسي في 2015، كما فاز بالميدالية الذهبية في بطولة أوروبا لألعاب القوى في 2014 في زيورخ في سويسرا وفاز بالميدالية الذهبية في دورة ألعاب الكومنولث في غلاسكو والميدالية الذهبية في بطولة أوروبا للشباب في ليتوانيا، أفضل رقم شخصي له هو 8.51 متر وأفضل رقم له في سباق 100 متر هو 10.26 ثانية.

## روابط خارجية
- غريغ رذرفورد على موقع الاتحاد الدولي لألعاب القوى (الإنجليزية)
- غريغ رذرفورد على موقع ThePowerOf10.info (الإنجليزية)
- غريغ رذرفورد على موقع الدوري الماسي (الإنجليزية)
- غريغ رذرفورد على موقع اللجنة الأولمبية الدولية (الإنجليزية)
- غريغ رذرفورد على موقع أوليمبيديا (الإنجليزية)
- غريغ رذرفورد على موقع اللجنة الأولمبية البريطانية (الإنجليزية)
- غريغ رذرفورد على موقع اتحاد ألعاب الكومنولث (مؤرشف) (الإنجليزية)
- غريغ رذرفورد على موقع اتحاد ألعاب الكومنولث (مؤرشف) (الإنجليزية)